# Быковская волость (Московская губерния)
Быковская волость — волость в составе Бронницкого уезда Московской губернии. Существовала до 1929 года. Центром волости было село Быково. Ныне территория волости в городе Жуковский, в Раменском городском округе Московской области.

## История
В ходе реформы административно-территориального деления СССР в 1929 году Быковская волость была упразднена.

## Состав

### Населённые пункты
- Апарино
- Болякино
- Быково — волостной центр
- Верея
- Власово
- Вялки
- Вялки
- Жилино
- Зюзино
- Колонец (ныне в черте города Жуковский)
- Михнево
- Осеченка (Сычевка)
- Пехорка
- Строкино
- Устинково
- Хрипань
- Шепелинки

На 1 января 1926 года 19 селений.

### Сельсоветы
По данным 1919 года в Быковской волости было 15 сельсоветов: Апарихский, Быковский, Власовский, Вялковский, Жилинский, Ильинский, Капустинский, Колонецкий, Михневский, Осеченкинский, Пехорский, Строкинский, Устиновский, Хрипаньковский и Шмеленский.
В 1923 году Апарихский, Капустинский и Осеченкинский с/с были присоединены к Вялковскому с/с, Устиновский — к Власовскому, Шмеленский — к Хрипаньковскому. Был создан новый Верейский с/с.
В 1924 году Пехорский с/с был присоединён к Жилинскому с/с.
В 1925 году Власовский с/с был переименован во Власово-Устиновский. Был восстановлен Пехорский с/с.
К 1 января 1926 года 21 сельсовет.
В 1927 году были созданы Быковский II и Удельненский с/с.
В 1929 году Власово-Устиновский с/с был переименован во Власовский.